# Walter E. Dellinger

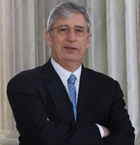
Walter E. Dellinger

Walter Estes Dellinger III (* 15. Mai 1941 in Charlotte, North Carolina; † 16. Februar 2022 in Chapel Hill, North Carolina) war ein US-amerikanischer Jurist und ehemaliger United States Solicitor General.

## Biografie
Nach dem Besuch der High School studierte er von 1959 bis 1963 Politikwissenschaften an der University of North Carolina und erwarb dort einen Bachelor of Arts (B.A. Political Science). Ein anschließendes Postgraduiertenstudium der Rechtswissenschaften an der Law School der Yale University beendete er 1966 mit dem akademischen Grad Juris Doctor (J.D.).
Danach war er zunächst zwischen 1966 und 1968 als Professor für Rechtswissenschaften an der University of Mississippi tätig. Nach einer einjährigen Tätigkeit als Protokollführer (Clerk) von Hugo Black, einem beisitzenden Richter (Associate Justice) am Obersten Gerichtshof der USA, nahm er 1969 einen Ruf als Professor für Rechtswissenschaften an die Duke University in Durham an und unterrichtete dort zunächst bis 1993. Zwischenzeitlich war er von 1980 bis 1981 auch Sonderassistent des FBI-Direktors William H. Webster.
Er wurde 1993 Mitarbeiter im Justizministerium der Vereinigten Staaten. Bis 1994 war er Assistent des US Attorney General (Assistant Attorney General) und als solcher Leiter des Büros für Rechtsberatung (Office of Legal Counsel). Im August 1996 wurde Walter Dellinger von US-Präsident Bill Clinton zum amtierenden Solicitor General (Acting Solicitor General) ernannt und nahm bis August 1997 damit die dritte Position innerhalb des Justizministeriums ein.
1997 kehrte er als Professor an die Duke University zurück und war zudem nach seiner Zulassung als Rechtsanwalt im District of Columbia als Anwalt bei O’Melveny & Myers tätig, einer Anwaltskanzlei mit 1000 Rechtsanwälten und Sitz in Los Angeles. Als solcher vertrat er den Beklagten in dem Verfahren District of Columbia v. Heller vor dem Obersten Gerichtshof der Vereinigten Staaten. Dabei ging es um eine Grundsatzentscheidung, in der festgestellt wurde, dass der zweite Verfassungszusatz das Recht jedes Bürgers, zu privaten Zwecken eine Waffe zu besitzen, schützt. Außerdem vertrat er Martha Stewart in Strafverfahren sowie Victoria’s Secret in einem Verfahren wegen Verstoßes gegen das Markenrecht.
Dellinger war außerdem Mitglied der Beratungsgremien der American Constitution Society for Law and Policy und des National Legal Center for the Public Interest sowie Sonderberater des Vorstandes der New York Stock Exchange. 1999 wurde er in die American Academy of Arts and Sciences gewählt.